# Rychlobruslení na Zimních olympijských hrách 1972
Závody v rychlobruslení se na Zimních olympijských hrách 1972 v Sapporu uskutečnily ve dnech 4.–12. února 1972 na otevřené dráze Makomanai.

## Přehled
V Sapporu bylo na programu celkem 8 závodů, čtyři pro muže a čtyři pro ženy. Muži startovali na tratích 500 m, 1500 m, 5000 m a 10 000 m, ženy na tratích 500 m, 1000 m, 1500 m a 3000 m.

## Medailové pořadí zemí

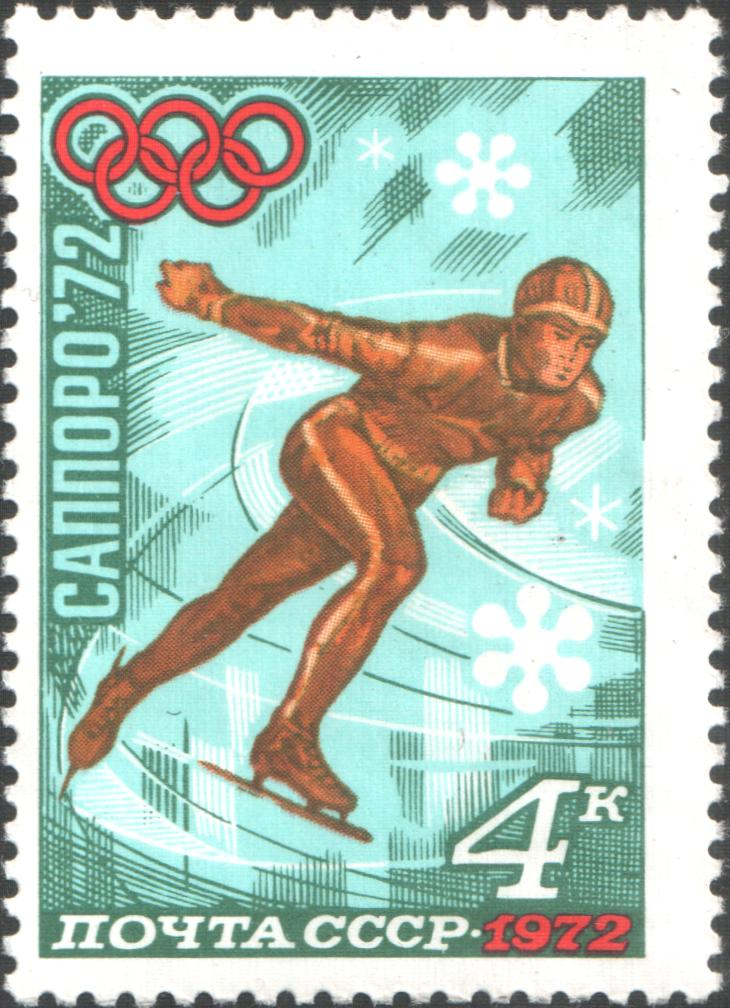
Sovětská známka s motivem rychlobruslení vydaná při příležitosti ZOH 1972

| Pořadí  | Země                         | Zlato | Stříbro | Bronz | Celkově |
| ------- | ---------------------------- | ----- | ------- | ----- | ------- |
| 1.      | Nizozemsko (NED)             | 4     | 3       | 2     | 9       |
| 2.      | Spojené státy americké (USA) | 2     | 1       | 1     | 4       |
| 3.      | Západní Německo (FRG)        | 2     | 0       | 0     | 2       |
| 4.      | Norsko (NOR)                 | 0     | 2       | 2     | 4       |
| 5.      | Sovětský svaz (URS)          | 0     | 1       | 2     | 3       |
| 6.      | Švédsko (SWE)                | 0     | 1       | 1     | 2       |
| Celkově | Celkově                      | 8     | 8       | 8     | 24      |

## Muži

### 500 m
| Pořadí           | Jméno             | Země            | Čas        | Ztráta |
| ---------------- | ----------------- | --------------- | ---------- | ------ |
| Zlatá medaile    | Erhard Keller     | Západní Německo | 39,44 (OR) | 0,00   |
| Stříbrná medaile | Hasse Börjes      | Švédsko         | 39,69      | +0,25  |
| Bronzová medaile | Valerij Muratov   | Sovětský svaz   | 39,80      | +0,36  |
| 4.               | Per Bjørang       | Norsko          | 39,91      | +0,47  |
| 5.               | Seppo Hänninen    | Finsko          | 40,12      | +0,68  |
| 6.               | Leo Linkovesi     | Finsko          | 40,14      | +0,70  |
| 7.               | Ove König         | Švédsko         | 40,25      | +0,81  |
| 8.               | Masaki Suzuki     | Japonsko        | 40,35      | +0,91  |
| 9.               | Mats Wallberg     | Švédsko         | 40,41      | +0,97  |
| 10.              | Hans Lichtenstern | Západní Německo | 40,55      | +1,11  |

### 1500 m
| Pořadí           | Jméno             | Země                   | Čas          | Ztráta |
| ---------------- | ----------------- | ---------------------- | ------------ | ------ |
| Zlatá medaile    | Ard Schenk        | Nizozemsko             | 2:02,96 (OR) | 0,00   |
| Stříbrná medaile | Roar Grønvold     | Norsko                 | 2:04,26      | +1,30  |
| Bronzová medaile | Göran Claeson     | Švédsko                | 2:05,89      | +2,93  |
| 4.               | Bjørn Tveter      | Norsko                 | 2:05,94      | +2,98  |
| 5.               | Jan Bols          | Nizozemsko             | 2:06,58      | +3,62  |
| 6.               | Valerij Lavruškin | Sovětský svaz          | 2:07,16      | +4,20  |
| 7.               | Daniel Carroll    | Spojené státy americké | 2:07,24      | +4,28  |
| 8.               | Kees Verkerk      | Nizozemsko             | 2:07,43      | +4,47  |
| 9.               | Johnny Höglin     | Švédsko                | 2:08,11      | +5,15  |
| 10.              | Kimmo Koskinen    | Finsko                 | 2:08,18      | +5,22  |

### 5000 m
| Pořadí           | Jméno              | Země                   | Čas     | Ztráta |
| ---------------- | ------------------ | ---------------------- | ------- | ------ |
| Zlatá medaile    | Ard Schenk         | Nizozemsko             | 7:23,61 | 0,00   |
| Stříbrná medaile | Roar Grønvold      | Norsko                 | 7:28,18 | +4,57  |
| Bronzová medaile | Sten Stensen       | Norsko                 | 7:33,39 | +9,78  |
| 4.               | Göran Claeson      | Švédsko                | 7:36,17 | +2,56  |
| 5.               | Willy Olsen        | Norsko                 | 7:36,47 | +12,86 |
| 6.               | Kees Verkerk       | Nizozemsko             | 7:39,17 | +15,56 |
| 7.               | Valerij Lavruškin  | Sovětský svaz          | 7:39,26 | +15,65 |
| 8.               | Jan Bols           | Nizozemsko             | 7:39,40 | +15,79 |
| 9.               | Gerhard Zimmermann | Západní Německo        | 7:41,16 | +17,55 |
| 10.              | Daniel Carroll     | Spojené státy americké | 7:44,72 | +21,11 |

### 10 000 m
| Pořadí           | Jméno              | Země                   | Čas           | Ztráta |
| ---------------- | ------------------ | ---------------------- | ------------- | ------ |
| Zlatá medaile    | Ard Schenk         | Nizozemsko             | 15:01,35 (OR) | 0,00   |
| Stříbrná medaile | Kees Verkerk       | Nizozemsko             | 15:04,70      | +3,35  |
| Bronzová medaile | Sten Stensen       | Norsko                 | 15:07,08      | +5,73  |
| 4.               | Jan Bols           | Nizozemsko             | 15:17,99      | +16,64 |
| 5.               | Valerij Lavruškin  | Sovětský svaz          | 15:20,08      | +18,73 |
| 6.               | Göran Claeson      | Švédsko                | 15:30,19      | +28,84 |
| 7.               | Kimmo Koskinen     | Finsko                 | 15:38,87      | +37,52 |
| 8.               | Gerhard Zimmermann | Západní Německo        | 15:43,92      | +42,57 |
| 9.               | Daniel Carroll     | Spojené státy americké | 15:44,41      | +43,06 |
| 10.              | Kijomi Ito         | Japonsko               | 15:48,17      | +46,82 |

## Ženy

### 500 m
| Pořadí           | Jméno                      | Země                   | Čas        | Ztráta |
| ---------------- | -------------------------- | ---------------------- | ---------- | ------ |
| Zlatá medaile    | Anne Henningová            | Spojené státy americké | 43,33 (OR) | 0,00   |
| Stříbrná medaile | Vera Krasnovová            | Sovětský svaz          | 44,01      | +0,68  |
| Bronzová medaile | Ljudmila Titovová          | Sovětský svaz          | 44,45      | +1,12  |
| 4.               | Sheila Youngová            | Spojené státy americké | 44,53      | +1,20  |
| 5.               | Monika Pflugová            | Západní Německo        | 44,75      | +1,42  |
| 6.               | Atje Keulenová-Deelstraová | Nizozemsko             | 44,89      | +1,56  |
| 7.               | Kay Lundaová               | Spojené státy americké | 44,95      | +1,62  |
| 8.               | Alla Butovová              | Sovětský svaz          | 45,17      | +1,84  |
| 9.               | Sačiko Saitová             | Japonsko               | 45,35      | +2,02  |
| 10.              | Ellie van den Bromová      | Nizozemsko             | 45,62      | +2,29  |

### 1000 m
| Pořadí           | Jméno                      | Země                   | Čas          | Ztráta |
| ---------------- | -------------------------- | ---------------------- | ------------ | ------ |
| Zlatá medaile    | Monika Pflugová            | Západní Německo        | 1:31,40 (OR) | 0,00   |
| Stříbrná medaile | Atje Keulenová-Deelstraová | Nizozemsko             | 1:31,61      | +0,21  |
| Bronzová medaile | Anne Henningová            | Spojené státy americké | 1:31,62      | +0,22  |
| 4.               | Ljudmila Titovová          | Sovětský svaz          | 1:31,85      | +0,45  |
| 5.               | Nina Statkevičová          | Sovětský svaz          | 1:32,21      | +0,81  |
| 6.               | Dianne Holumová            | Spojené státy americké | 1:32,41      | +1,01  |
| 7.               | Ellie van den Bromová      | Nizozemsko             | 1:32,60      | +1,20  |
| 8.               | Sylvia Burkaová            | Kanada                 | 1:32,95      | +1,55  |
| 9.               | Sigrid Sundbyová           | Norsko                 | 1:33,13      | +1,73  |
| 10.              | Ljudmila Savrulinová       | Sovětský svaz          | 1:33,41      | +2,01  |

### 1500 m
| Pořadí           | Jméno                      | Země                           | Čas          | Ztráta |
| ---------------- | -------------------------- | ------------------------------ | ------------ | ------ |
| Zlatá medaile    | Dianne Holumová            | Spojené státy americké         | 2:20,85 (OR) | 0,00   |
| Stříbrná medaile | Stien Baasová-Kaiserová    | Nizozemsko                     | 2:21,05      | +0,20  |
| Bronzová medaile | Atje Keulenová-Deelstraová | Nizozemsko                     | 2:22,05      | +1,20  |
| 4.               | Ellie van den Bromová      | Nizozemsko                     | 2:22,27      | +1,42  |
| 5.               | Rosemarie Taupadelová      | Německá demokratická republika | 2:22,35      | +1,50  |
| 6.               | Nina Statkevičová          | Sovětský svaz                  | 2:23,19      | +2,34  |
| 7.               | Connie Carpenterová        | Spojené státy americké         | 2:23,93      | +3,08  |
| 8.               | Sigrid Sundbyová           | Norsko                         | 2:24,07      | +3,22  |
| 9.               | Kapitolina Serjoginová     | Sovětský svaz                  | 2:24,29      | +3,44  |
| 10.              | Monika Pflugová            | Západní Německo                | 2:24,69      | +3,84  |

### 3000 m
| Pořadí           | Jméno                      | Země                   | Čas          | Ztráta |
| ---------------- | -------------------------- | ---------------------- | ------------ | ------ |
| Zlatá medaile    | Stien Baasová-Kaiserová    | Nizozemsko             | 4:52,14 (OR) | 0,00   |
| Stříbrná medaile | Dianne Holumová            | Spojené státy americké | 4:58,67      | +6,53  |
| Bronzová medaile | Atje Keulenová-Deelstraová | Nizozemsko             | 4:59,91      | +7,77  |
| 4.               | Sippie Tigchelaarová       | Nizozemsko             | 5:01,67      | +9,53  |
| 5.               | Nina Statkevičová          | Sovětský svaz          | 5:01,79      | +9,65  |
| 6.               | Kapitolina Serjoginová     | Sovětský svaz          | 5:01,88      | +9,74  |
| 7.               | Tuula Vilkasová            | Finsko                 | 5:05,92      | +13,78 |
| 8.               | Ljudmila Savrulinová       | Sovětský svaz          | 5:06,61      | +14,47 |
| 9.               | Han Pchil-hwa              | Severní Korea          | 5:07,24      | +15,10 |
| 10.              | Sigrid Sundbyová           | Norsko                 | 5:07,76      | +15,62 |

## Program
| Den    | Datum          | Závod         |
| ------ | -------------- | ------------- |
| den 2  | 4. února 1972  | 5000 m muži   |
| den 3  | 5. února 1972  | 500 m muži    |
| den 4  | 6. února 1972  | 1500 m muži   |
| den 5  | 7. února 1972  | 10 000 m muži |
| den 7  | 9. února 1972  | 1500 m ženy   |
| den 8  | 10. února 1972 | 500 m ženy    |
| den 9  | 11. února 1972 | 1000 m ženy   |
| den 10 | 12. února 1972 | 3000 m ženy   |

## Zúčastněné země
- Austrálie (2)
- Finsko (6)
- Francie (1)
- Itálie (2)
- Japonsko (13)
- Jižní Korea (4)
- Kanada (10)
- Mongolsko (2)
- Německá demokratická republika (2)
- Nizozemsko (10)
- Norsko (14)
- Rakousko (1)
- Severní Korea (6)
- Sovětský svaz (9)
- Spojené státy americké (16)
- Švédsko (11)
- Velká Británie (2)
- Západní Německo (7)